# Chioneosoma gorilla
Chioneosoma gorilla är en skalbaggsart som beskrevs av Brenske 1886. Chioneosoma gorilla ingår i släktet Chioneosoma och familjen Melolonthidae. Inga underarter finns listade i Catalogue of Life.